# Gasteracantha quadrispinosa
Il Gasteracantha quadrispinosa Pickard-Cambridge, 1879, detto anche ragno gioiello a quattro spine,  è una specie di ragno araneide facente parte del genere Gasteracantha.

## Distribuzione
Il Gasteracantha quadrispinosa è diffuso nelle foreste umide del Queensland, in Australia, e della Nuova Guinea, dove tesse ragnatele verticali di circa 1,5 m di diametro, rimanendo poi appeso al centro di esse in attesa della preda.

## Descrizione

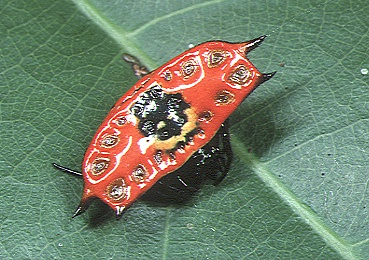
In quest'immagine sono ben visibili i sigilla sull'addome di un esemplare di G. quadrispinosa e la macchia nera che racchiude alcuni di essi.

Gli esemplari di sesso maschile di questa specie non sono mai stati descritti, le femmine, invece, hanno una forma e un colore caratteristici. Il tratto più caratteristico è sicuramente un addome piatto, oblungo, leggermente ricurvo in avanti e largo circa 5-6 mm escluse le spine. Agli angoli anteriori dell'addome è infatti  presente una coppia di spine, a cui ne segue un'altra poco dietro, con la coppia posteriore leggermente più lunga e spessa di quella anteriore ed entrambe rivolte trasversalmente o leggermente in avanti. Proprio la mancanza di un terzo paio di spine sul margine posteriore dell'addome, presente invece nella maggior parte delle specie appartenenti allo genere, ha suggerito il nome di questa specie: "quadrispinosa". La superficie dell'addome appare poi dura e lucida, con colori sgargianti varianti dal rosso al giallo, e contrassegnata da una macchia nera e scura, mentre le spine e i sigilla - piccole depressioni simili a fossette - sono di colore più scuro. Questi ultimi, in numero di 19, sono disposti lungo i margini dell'addome, 10 nella parte anteriore e 9 nella parte posteriore, e in numero di 4 sono disposti nella parte centrale, a formare un quadrato. La sopraccitata macchia scura, quadrilaterale, racchiude i  tre sigilla centrali dei nove posti sul bordo posteriore e, a seconda dei casi, i quattro sigilla centrali oppure i due più posteriori di essi.
Il cefalotorace è liscio e striato trasversalmente, di colore da marrone scuro a nero.